# Zoumana Bakayogo
Zoumana Bakayogo (París, Francia, 17 de agosto de 1986) es un futbolista marfileño, de origen francés. Juega de defensa.

## Selección nacional
Ha sido internacional con la selección de fútbol sub-23 de Costa de Marfil.

## Clubes
| Club                            | País       | Año       |
| ------------------------------- | ---------- | --------- |
| Paris Saint-Germain             | Francia    | 2004-2006 |
| Millwall FC                     | Inglaterra | 2006-2008 |
| Brighton & Hove Albion (cesión) | Inglaterra | 2007      |
| UJA Alfortville                 | Francia    | 2008-2009 |
| Tranmere Rovers                 | Inglaterra | 2009-2013 |
| Leicester City                  | Inglaterra | 2013-2015 |
| Yeovil Town (cesión)            | Inglaterra | 2014      |
| Crewe Alexandra                 | Inglaterra | 2016-2018 |
| Tranmere Rovers                 | Inglaterra | 2018-2019 |
| Notts County                    | Inglaterra | 2019-2020 |